# Hans Hess (Kunsthistoriker)

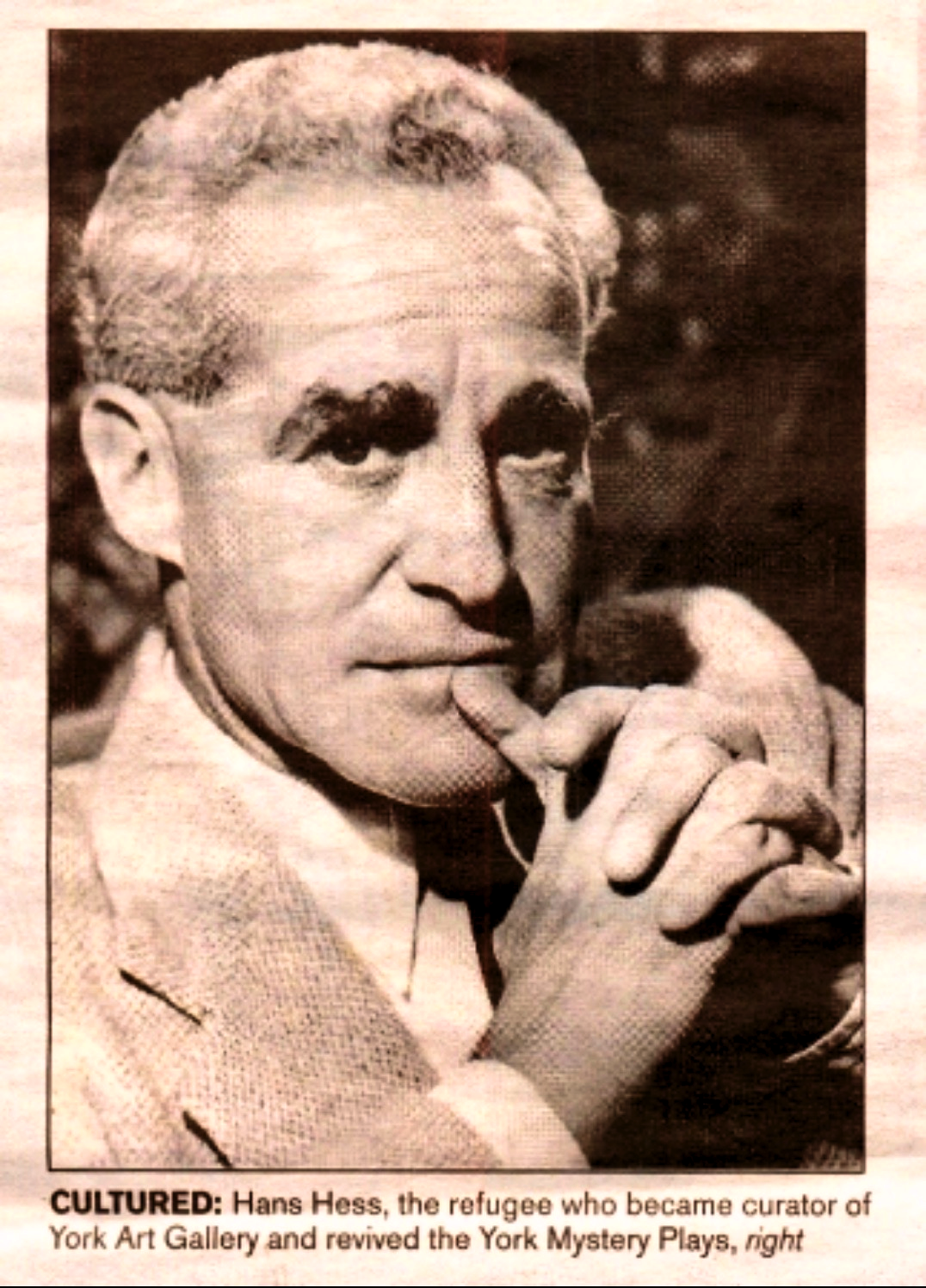
Hans Hess, 1950er Jahre

Hans Hess (geboren als Hanns Hess am 28. März 1908 in Erfurt; gestorben am 21. Januar 1975 in Großbritannien) war ein deutsch-britischer Industrieller, Kunstsammler, Kunsthistoriker, Kurator, Museumsdirektor, Direktor eines jährlich stattfindenden Kunstfestivals, Dozent und Autor.

## Familie

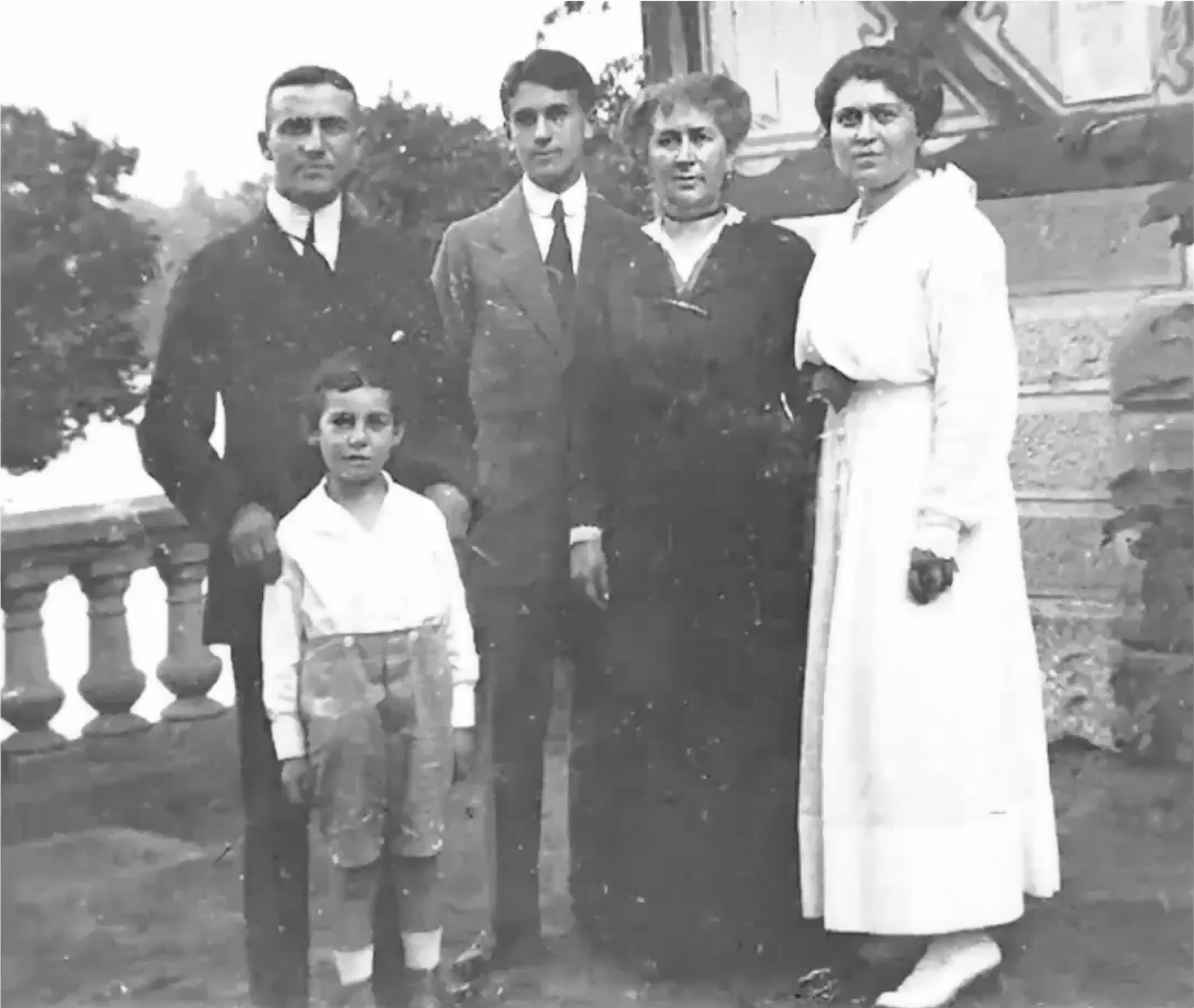
Hans Hess als Kind, ganz rechts seine Mutter Thekla Hess, geb. Pauson, ca. 1914

Hans Hess war das einzige Kind des Erfurter Schuhfabrikanten, Kunstsammlers und -mäzens Alfred Hess und dessen Ehefrau Thekla Hess (1884–1968), geborene Pauson. Seine Mutter stammte aus der oberfränkischen Stadt Lichtenfels, gehörte einer Familie von Korbfabrikanten an und hielt engen Kontakt in ihre Geburtsstadt sowie zu der dort ansässigen Familie des Fabrikanten, Bauhaus-Förderers, Kunstsammlers und -mäzens Otto Bamberger. In seinem Elternhaus begegnete Hans Hess frühzeitig einer Vielzahl von Kunstwerken, Künstlern, Kunsthistorikern und -kritikern. Zusammen mit seiner Mutter veröffentlichte er später in Auszügen das Gästebuch der heute unter Denkmalschutz stehenden Villa, das als einzigartiger Beleg der Kunstszene der 1920er Jahre eingestuft wird.
Hess heiratete im Mai 1944 die Büroangestellte Lillie Esther Williams (geboren als Lilly Anne Williams am 26. August 1916; gestorben im Februar 1976), die zur Hälfte deutscher Abstammung war. Deren Mutter Edith Lillie Weinreich, geb. Williams (1881–1957) war neben Edith Jacobsohn, geb. Schiffer (1891–1935), und Annie Williams, geb. Ball, Mitbegründerin des Verlages Williams & Co. (nach „Entjudung“ bzw. „Arisierung“ ab 1941: Cecilie Dressler Verlag) mit Sitz in Berlin-Grunewald. Aus der Beziehung von Hans Hess und Lillie Esther Williams ging die im April 1944 geborene Journalistin und kommunistische Aktivistin Anita Halpin hervor, die seit der Washingtoner Erklärung 1998 mehrere Restitutionsklagen um die Kunstsammlung ihres Großvaters anstrengte, darunter um Ernst Ludwig Kirchners Werk Berliner Straßenszene.
Eine Großcousine von Hans Hess war Trude Hess, die ebenfalls Kunsthistorikerin wurde.

## Schule und Studium

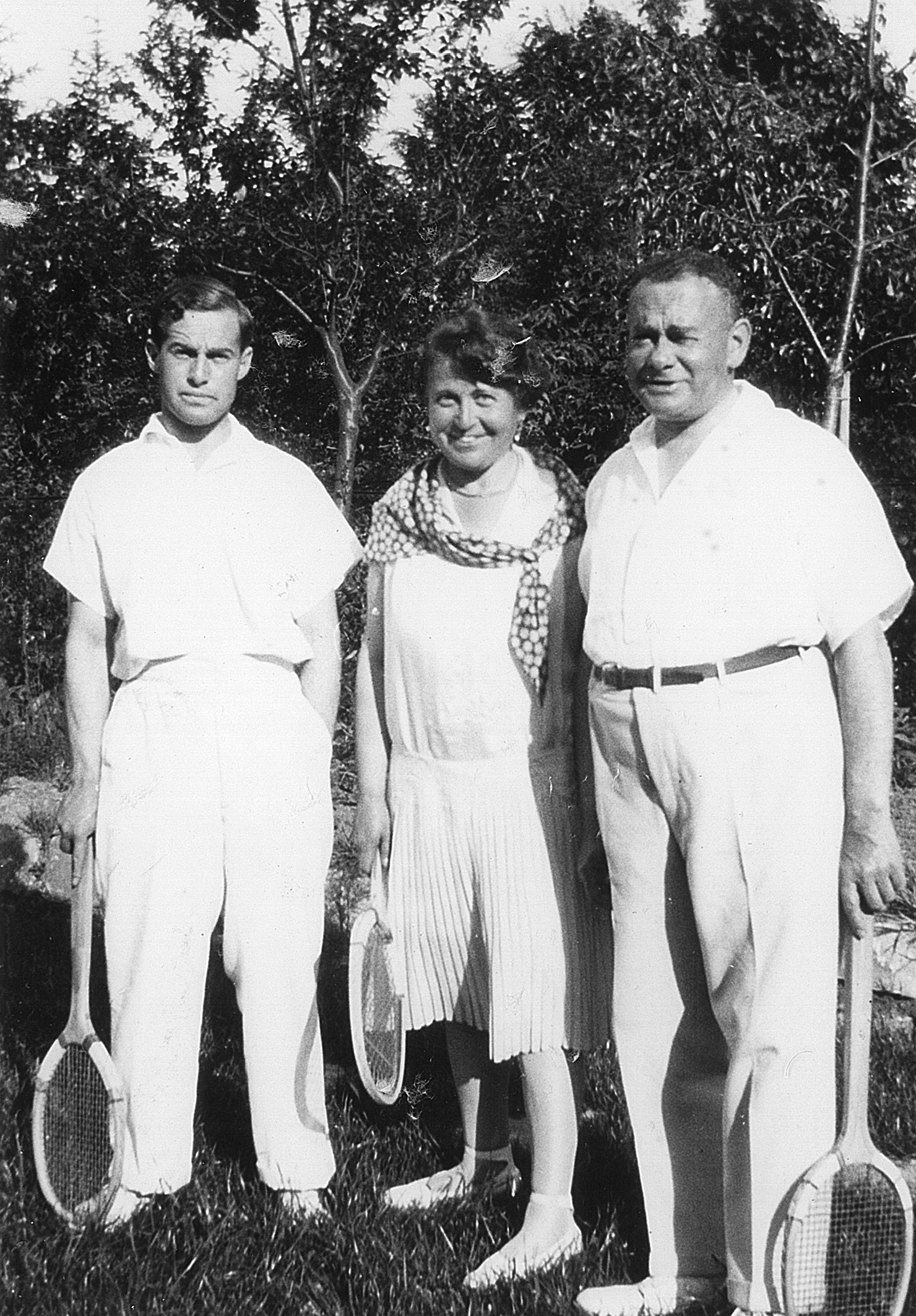
Der 20-jährige Hans Hess (links) mit seinen Eltern Thekla und Alfred, Sommer 1928

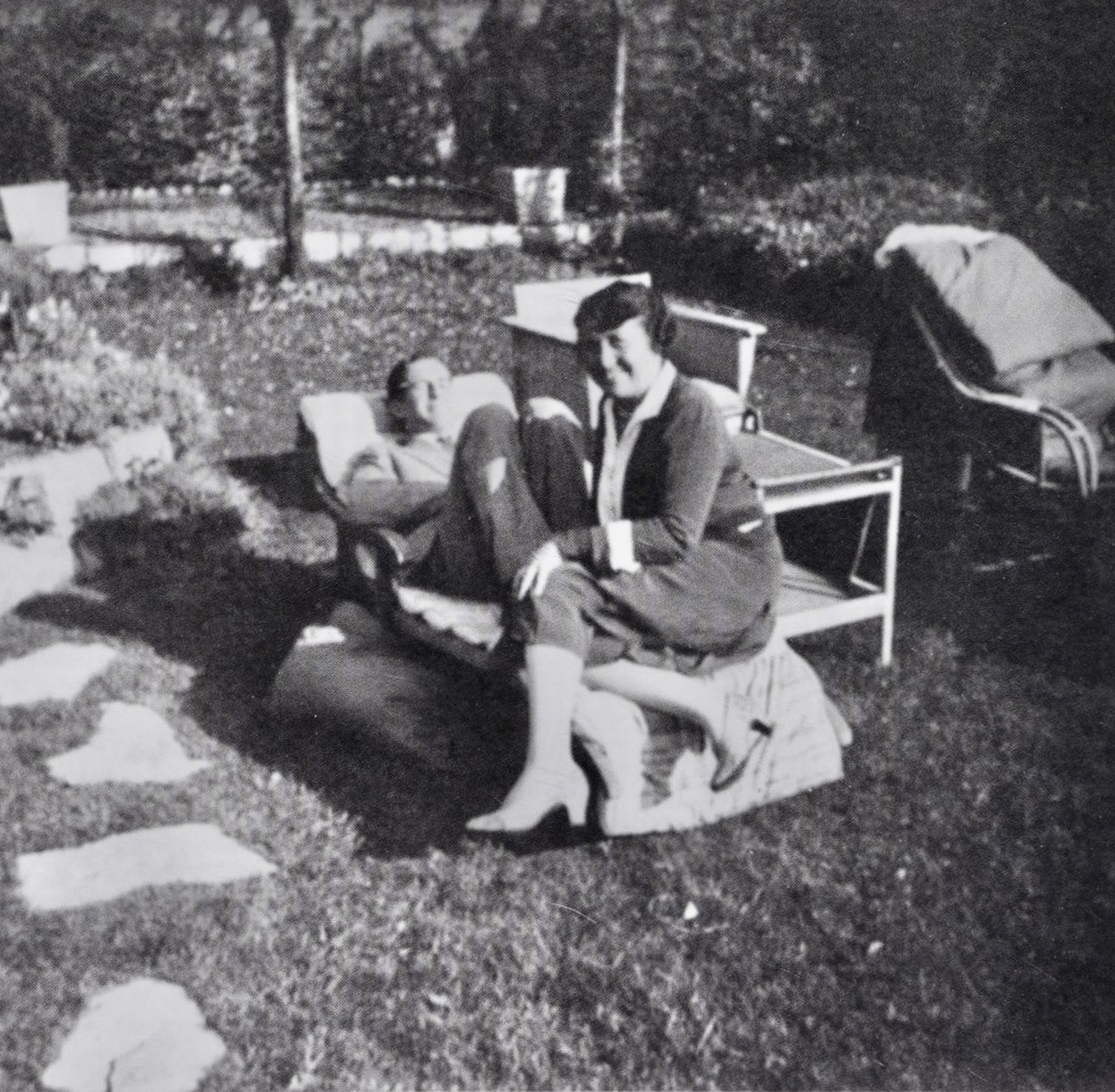
Der 22-jährige Hans Hess auf einer Gartenliege mit seiner Mutter Thekla in Erfurt, Sommer 1930

Seine Eltern ermöglichten Hans Hess den Besuch reformpädagogischer Landerziehungsheime. Ein Grund für die Auswahl dieser gegenüber staatlichen deutschen Schulen unabhängigeren privaten Internate war, dass seine Eltern bei ihnen einen weitaus geringeren Grad von Antisemitismus vermuteten. Er besuchte zunächst die Odenwaldschule im südhessischen Ober-Hambach und von 1923 bis 1925 die zu dieser Zeit von Martin Luserke geleitete Freie Schulgemeinde im thüringischen Wickersdorf bei Saalfeld. Mit Luserke, Paul Reiner, Rudolf Aeschlimann, Fritz Hafner und deren Familien sowie fünfzehn weiteren Schülern aus drei Kameradschaften, darunter Herbert von Borch, die Brüder Hans Werner und Ove Skafte Rasmussen sowie Hans Hess’ enger Freund Boris Smirnoff (* 23. Juni 1907 in Leningrad), wurde Hess Teil einer Sezession, die ihn auf die ostfriesische Insel Juist führte. Vom 29. April 1925 bis 24. März 1926 besuchte er dort die Unterprima (UI, Jahrgangsstufe 12) der neu gegründeten Schule am Meer. Sein Vater Alfred Hess wirkte vom Oktober 1924 bis zu seinem frühen Tod Ende Dezember 1931 als Kuratoriumsmitglied und maßgeblicher Förderer der Stiftung Schule am Meer.
In diesem Internat wurde dem künstlerischen Bereich (Bildende Kunst, Darstellende Kunst) programmatisch der gleiche Stellenwert wie wissenschaftlichen Fächern, sportlicher und handwerklicher Betätigung eingeräumt. Gegenüber den staatlichen Schulen war dies nicht nur ungewöhnlich, sondern herausragend. So kam Hans Hess nicht nur in seinem Erfurter Elternhaus, sondern auch über die Schule am Meer mit Kunst, Künstlern, Kunsthistorikern und Kuratoren in Kontakt. Beispielsweise bot der Kunsthistoriker und Akademiedirektor Walter Kaesbach den S.a.M.-Schülern während einer Studienfahrt eine persönliche Führung durch eine Düsseldorfer Ausstellung moderner Malerei an und begleitete eine weitere Studienfahrt zu Wilhelm Lehmbruck nach Duisburg. Der Kunstmaler Christian Rohlfs stellte dem Internat leihweise Originalgemälde, -Aquarelle und -Zeichnungen aus seinem Werk für eine Ausstellung zur Verfügung.
Ab 1927 studierte Hans Hess Kunstgeschichte an der Universität Genf und an der Sorbonne in Paris. Dazwischen reiste er von 1928 bis 1929 in die Vereinigten Staaten, um dort Marketing und Werbung zu studieren. Die neu erworbenen Kenntnisse und Erkenntnisse aus den USA gedachte er in das Industrieunternehmen seines Vaters, den seinerzeit zweitgrößten deutschen Schuhhersteller, einzubringen. Durch den vorzeitigen und unerwarteten Tod seines Vaters 1931 musste er sehr viel früher als angenommen in die Geschäftsführung des Familienunternehmens einsteigen.
Da er seine akademische Laufbahn nicht hatte abschließen können, absolvierte er mehr als drei Jahrzehnte später in Leeds, West Yorkshire, den Master of Arts (M. A.), wofür er eine Dissertation (Thesis) über George Grosz verfasste. Diese Arbeit diente ihm dann als Grundlage seiner 1963 veröffentlichten Grosz-Monographie.

## Berufliche Entwicklung

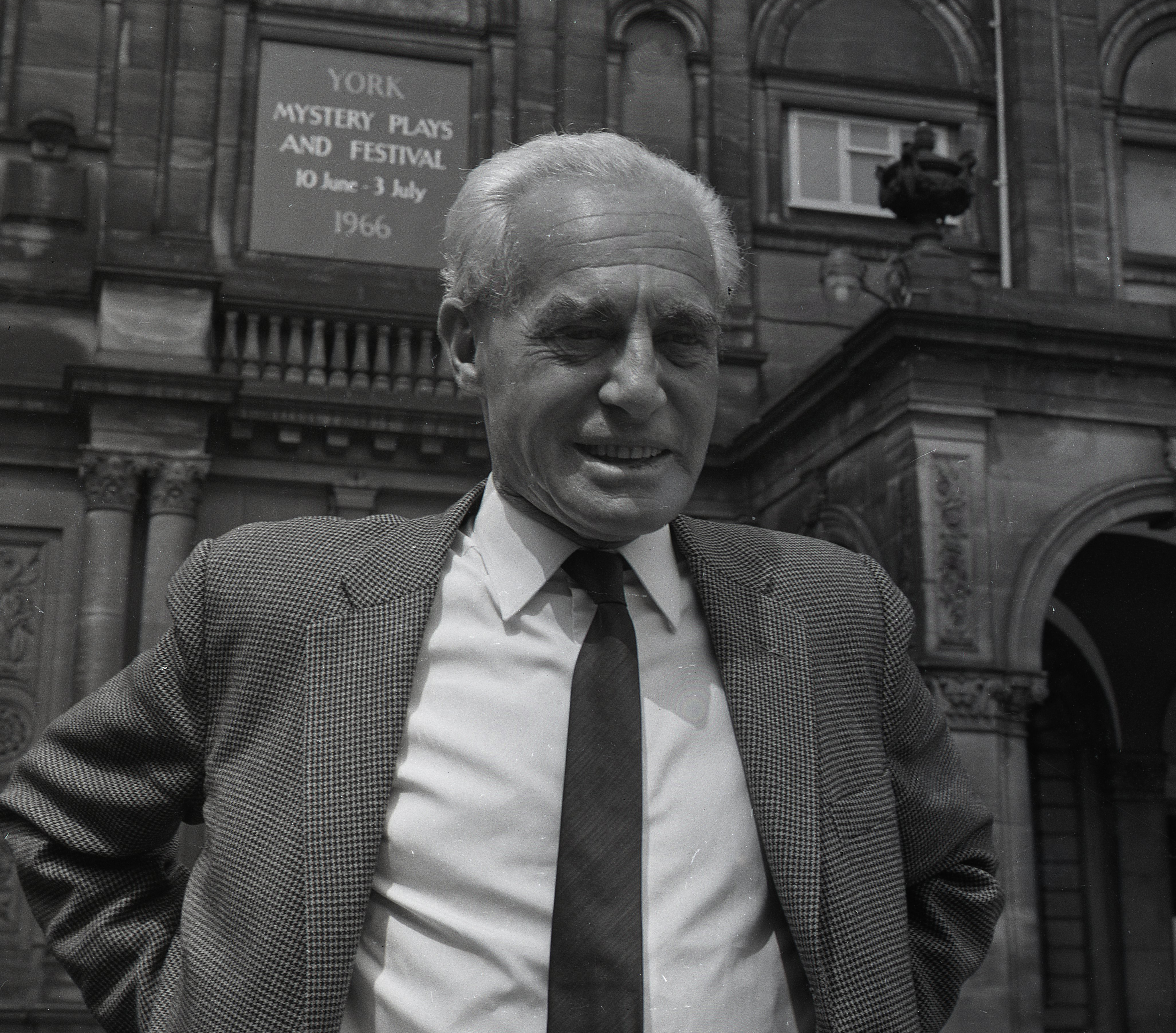
Hans Hess im Juni 1966 anlässlich der York Mystery Plays and Festival in York, England

Thekla Hess, geborene Pauson, und ihr Sohn Hans waren die Erben der umfangreichen und hochwertigen Kunstsammlung von Alfred Hess sowie des aus vier Fabriken bestehenden Unternehmens Maier & Louis Hess. Neben der Konsolidierung ihrer durch die Weltwirtschaftskrise in Turbulenzen geratenen Schuhfabrik hielten Hans und seine Mutter Thekla Hess weiterhin engen Kontakt zur Künstlerszene und setzten auch die Sammeltätigkeit des verstorbenen Vaters bzw. Ehemanns Alfred fort. Nach der Machtabtretung an die Nationalsozialisten musste der journalistisch tätige Hess nach der vom Ullstein Verlag aufgrund seiner jüdischen Herkunft ausgesprochenen Kündigung und der Verwüstung seiner Berliner Wohnung durch SA-Angehörige im Mai 1933 nach Frankreich flüchten, wo er eine Beschäftigung im Marketing fand.
1935 zog er weiter nach England und arbeitete in der Leicester Museum & Art Gallery. Hess wirkte daneben im German Jewish Refugee Aid Committee, war Mitherausgeber der Zeitschrift Inside Nazi Germany und 1939 Mitgründer des Freien Deutschen Kulturbundes in Großbritannien (FDKB), der überparteilich initiiert war, aber in Kontakt zur KPD stand.
Nach Ausbruch des Zweiten Weltkrieges wurde Hess von den Briten als Enemy Alien zunächst auf der Isle of Man interniert und von dort nach Kanada verschifft. Anfang des Jahres 1942 konnte er nach England zurückkehren, und wurde als Landarbeiter bei Loughborough in Leicestershire eingesetzt.
Im Februar 1944 war er an der Organisation der Ausstellung deutscher Expressionisten in der Leicester Museum and Art Gallery beteiligt, die mehr als sechzig Kunstwerke zeigte, die im NS-Staat verfemt waren. Darunter waren Werke wie Franz Marcs Red Woman, Max Pechsteins Beach at Monte Rosso, aber auch Aquarelle, Drucke und Radierungen von Wassily Kandinsky, Karl Schmidt-Rottluff und Lyonel Feininger. Ein Teil der Exponate wurde aus der Sammlung seines verstorbenen Vaters durch die Leicester Museum and Art Gallery erworben. Daneben arbeitete er freiberuflich als Autor und für weitere Museen.
1947 arbeitete er als Assistent unter Kurator Trevor Thomas in der City Art Gallery in York. Am 30. Juni 1948 wurde Hans Hess naturalisiert, ergo eingebürgert. Hess war 1951 Gründer des York Festivals und bis 1966 dessen Direktor. Ende der 1950er Jahre durfte er nicht in die Vereinigten Staaten reisen, weil er als Kommunist während der McCarthy-Ära unerwünscht war.
1957 veröffentlichte Hess mit Einverständnis seiner Mutter im Piper Verlag Auszüge aus Alfred und Thekla Hess’ Gästebuch, das Zeichnungen, Gemälde und Widmungen zahlreicher Künstler des Expressionismus enthält, welche die Villa Hess in Erfurt besucht und dort während der Dauer ihrer Besuche teils auch gewohnt hatten. Hans Hess verfasste das Nachwort.
Hess wurde 1958 als Kurator der City of York Art Gallery durch Königin Elisabeth II. zum Officer of the Order of the British Empire ernannt.
Bis 1975 wirkte er als Reader (Dozent) für Geschichte und Kunsttheorie an der Sussex University.
Hess war Marxist und schrieb für die Zeitschrift Marxism Today, die von der Kommunistischen Partei Großbritanniens herausgegeben wurde.
Er verstarb im Alter von 66 Jahren. Seinen Nachruf in der britischen Tageszeitung The Times verfasste sein enger Freund, der britische Literaturwissenschaftler, Übersetzer und Brecht-Experte John Willett.

„[…] a writer and gallery director who combined very high standards of visual judgment and administrative competence with an unusual awareness of art's politico/social links. […]“

## Veröffentlichungen (Auswahl)
- Masterpieces from Yorkshire Houses. Art Gallery York, York 1951, OCLC 485781416.
- Reconstruction at the City of York art gallery. In: Museums Journal, 51 (1952), S. 277–278.
- City art gallery. In: Museums Journal, 53 (1953), S. 122–124.
- The Lycett Green Collection – Inaugural Exhibition (Ausstellungskatalog). City of York Gallery, York 1955, OCLC 886682864.
- Paintings by Christian Rohlfs, 1849–1938 (Ausstellungskatalog). Arts Council of Great Britain, Arts Council Gallery London u. a., London 1956, OCLC 886552491.
- Conference Impressions – Pretence of Functionalism. In: Museums Journal, 56 (1956), S. 149–150.
- Nachwort, als Hrsg. mit Thekla Hess: Dank in Farben. Aus dem Gästebuch von Alfred und Thekla Hess (= Piper-Bücherei, 108). Piper, München 1957, 1962, OCLC 15498802. Neuaufl. (= Piper Galerie, Band 606), 1977, 1987, 1992, ISBN 3-492-10606-4, OCLC 75270053.
- Lyonel Feininger (Œuvre Catalogue). Abrams, New York City 1959, OCLC 291217107.
- Lyonel Feininger. Kohlhammer, Stuttgart 1959, ISBN 3-17-011569-3, OCLC 902364982.
- Einleitung zu: Lyonel Feininger – Memorial Exhibition 1959–1961 (Ausstellungskatalog). San Francisco, Minneapolis, Cleveland, Buffalo, Boston, San Francisco Museum of Art., Museum of Fine Arts, Boston, San Francisco 1959, OCLC 198379071.
- Einleitung zu: Lyonel Feininger – Memorial Exhibition (Ausstellungskatalog). York City Art Gallery, Arts Council of Great Britain, London 1960, OCLC 794644715.
- mit Julia Feininger: Lyonel Feininger (Biographie). Abrams, New York City 1961, OCLC 236694.
- George Grosz, 1893–1959 (Ausstellungskatalog). Arts Council of Great Britain, City Art Gallery York, Arts Council Gallery London, London 1963, OCLC 2340082.
- The Artist in an Industrial Society (Vortrag anlässlich einer Konferenz  „The place of the visual arts in an industrial society“, gehalten im April 1964 in York). Dept. of Adult Education, University of Hull, Hull 1964, OCLC 14580235.
- George Grosz. Studio Vista, New York u. London 1974, Neuaufl. Yale University Press, New Haven CT u. London 1985, ISBN 0-300-03297-8, OCLC 715796791.
- George Grosz. Verlag der Kunst, Dresden 1982, OCLC 180481028 (Lizenzausgabe).
- mit Lillie E. Hess u. Ingrid Krause: Lyonel Feininger 1871–1956 (Ausstellungskatalog). Haus der Kunst München, Kunsthaus Zürich, München 1973, OCLC 921074910.
- How Pictures Mean. Pantheon Books, New York City 1975, ISBN 0-394-73057-7, OCLC 1131369169.
- Essay zu: Masters of German Expressionism – William Hardie Gallery, 8th-30th June, 1990 (Ausstellungskatalog). William Hardy Gallery, Glasgow 1990, ISBN 1-872878-01-6, OCLC 41337578.

## Auszeichnung
- 1958: Officer of the Order of the British Empire[25]

## Audio
- John Ingamells: Vorlesung über Hans Hess, Sheldon Memorial Trust, 2010, 20:55 Min. (in englischer Sprache).